# 814년

## 연호
- 당(唐) 원화(元和) 9년
- 일본(日本) 고닌(弘仁) 5년

## 기년
- 당(唐) 헌종(憲宗) 9년
- 신라(新羅) 헌덕왕(憲德王) 6년
- 발해(渤海) 희왕(僖王) 3년

## 사망
- 1월 28일 - 카롤루스 대제, 프랑크 왕국의 2대 국왕.